# Cethern Mac Fintan
 (signalé en juin 2025).
Si vous disposez d'ouvrages ou d'articles de référence ou si vous connaissez des sites web de qualité traitant du thème abordé ici, merci de compléter l'article en donnant les références utiles à sa vérifiabilité et en les liant à la section « Notes et références ».
- Archive Wikiwix
- Bing
- Cairn
- DuckDuckGo
- E. Universalis
- Gallica
- Google
- G. Books
- G. News
- G. Scholar
- Persée
- Qwant
- (zh) Baidu
- (ru) Yandex
- (wd) trouver des œuvres sur Wikidata

Cethern Mac Fintan, dans la mythologie celtique irlandaise, est un guerrier, compagnon de Cúchulainn, qui est présent lors de la Razzia des vaches de Cooley (Táin Bó Cúailnge), épisode le plus important du Cycle d'Ulster.

## Mythologie
La reine Medb et le roi Ailill, souverains du Connaught sont parvenus à mobiliser les hommes d’Irlande, pour envahir l’Ulster, afin de s’approprier un magnifique taureau.
Par duperie la reine contraint Ferdiad affronter son ami Cúchulainn, le combat singulier dure trois jours entiers et finalement ce dernier tue Ferdiad d’un coup de gae bolga, mais il est lui-même blessé et gît sur le champ de bataille. Cethern Mac Fintan entre alors dans la bataille, il est entièrement nu sur son char de combat. Armé d’une simple dague, il poursuit les ennemis qui s’enfuient et tue de nombreux hommes, c’est un massacre, mais il est lui-même atteint. Cúchulainn fait demander aux médecins du Connaught de le soigner. Le premier d’entre eux estime que les blessures sont fatales ; insatisfait de cet avis, Cethern lui perfore le cerveau d’un coup derrière la tête et requiert l’avis d’un second médecin : même diagnostic et même punition. Au total, il tue quarante-quatre médecins, le quarante-cinquième n’est qu’assommé.
Cúchulainn fait appeler Fingen, le médecin personnel du roi Conchobar Mac Nessa. Sa science est tellement grande qu’il peut dire, en examinant les blessures, comment elles ont été faites et par qui. À la fin de l’examen, il propose deux solutions : soit il guérit complètement Cethern, mais les soins dureront une année entière, soit il le remet sur pied rapidement, prêt à combattre, mais dans ce cas il meurt trois jours après. C’est cette seconde option qui est choisie. Le traitement consiste à le plonger dans un tonneau de moelle pendant trois jours et trois nuits. Provisoirement guéri, il peut reprendre le combat avec des armes apportées par sa femme, ses viscères sont retenus par les planches de son char. Il reprend la tuerie jusqu’à ce qu'il meurt.